# Quartetto per archi n. 3 (Beethoven)
Il Quartetto per archi n.3 in Re maggiore è una composizione di Ludwig van Beethoven scritta tra il 1798 e il 1799 e pubblicata nel 1801.

## Storia
Il brano fu composto tra l'autunno 1798 e gennaio 1799. Cronologicamente, nel complesso dei sei quartetti che costituiscono l'op.18, fu quello composto per primo; il numero "3" che lo contraddistingue deriva dall'ordine in cui furono stampati i quartetti. L'ordine esatto in cui furono composti i sei quartetti non è del tutto certo, dato che gli originali autografi sono andati perduti, tuttavia si può dedurre dai quaderni di appunti.
Il brano fu pubblicato nel 1801.

## Movimenti

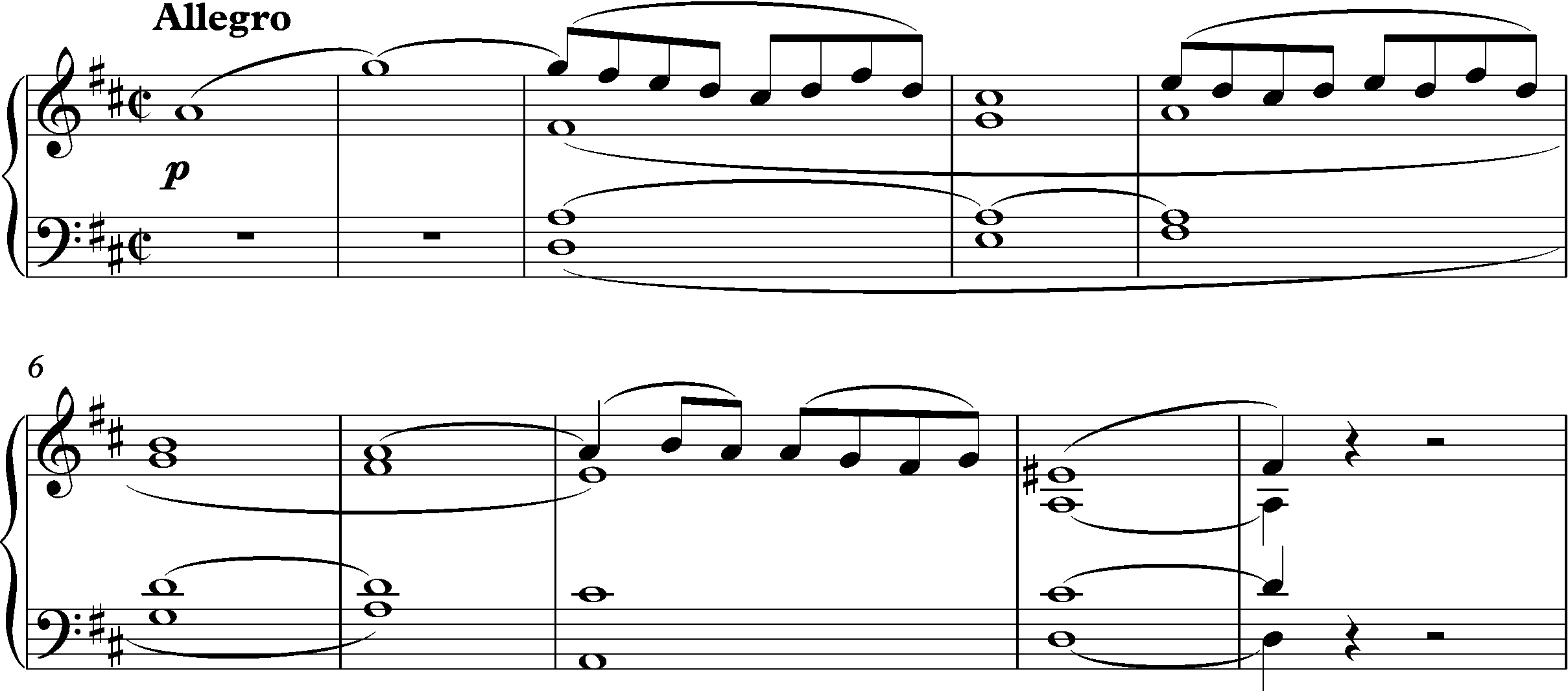
L'inizio del primo movimento

Il quartetto è composto da quattro movimenti:
1. Allegro (Re maggiore)
2. Andante con moto (Si bemolle maggiore)
3. Allegro  (Re maggiore)
4. Presto (Re maggiore)

### I Allegro
Il primo movimento Allegro è composto in tonalità di Re maggiore con misura in 2/2 e segue la forma-sonata. Il tema principale è determinato da settime e la melodia del primo violino ricorda il quartetto per archi n. 21 in Re maggiore K.575 di Mozart. Il tema secondario fa da contrappunto con sincopi e accentuazioni. Le variazioni sul tema principale, così come altre sincopi e sforzati, sono esprsse nello sviluppo tramite terzine. La settima domina nella riesposizione prima del finale caratterizzato da sonore ottave). 

### II Andante con moto
Il secondo movimento Adagio cantabile è composto in tonalità di Si bemolle maggiore con misura 2/4. Il tema principale è un cantabile composto da quattro note che ripetono tre volte con un registro via via più acuto, a cui si contrappone un tema secondario gioioso. In questo movimento gli strumenti danzano in forma canonica tra di loro anche nelle pause. La ricapitolazione è domanita da semicrome sottolineate da sforzati, prima del finale caratterizzato da pause sempre più sommesse.

### III Allegro
Il terzo movimento Allegro ritorna alla tonalità iniziale in Re maggiore con misura in 3/4. Discostandosi dalla struttura tradizionale, Beethoven non indica il terzo movimento come Scherzo optando per un tempo più simile a quello dei movimenti precedenti. La parte centrale di questo movimento vira in minore (Beethoven stesso la intitola infatti Minore) ed è caratterizzata da sequenze di tremoli.

### IV Presto
Il quarto movimento Presto rimane anch'esso alla tonalità principale in Re maggiore ma la misura cambia in 6/8. Dagli appunti di Beethoven si deduce che il compositore inizialmente aveva in mente un finale diverso per questo movimento. Nella versione definitiva, il tema è una tarantella che si ripete in sei o otto battute e che non è interrotta dal tema secondario, molto più tranquillo. La partitura prevede che il tema venga eseguito da due strumenti contro un terzo, in una combinazione costantemente nuova. Il movimento termina a sorpresa con il tema che sfuma in un pianissimo.